# Stenolophus extensicollis
Stenolophus extensicollis är en skalbaggsart som beskrevs av Thomas Casey. Stenolophus extensicollis ingår i släktet Stenolophus och familjen jordlöpare. Inga underarter finns listade i Catalogue of Life.